# KWrite
KWrite — текстовый редактор для среды рабочего стола KDE, распространяемый согласно GNU Lesser General Public License.

## Возможности
- Экспорт HTML
- Режим блочного выделения
- Сворачивание блоков кода
- Закладки
- Подсветка синтаксиса
- Выбор кодировки
- Выбор режима конца строки (Unix, Windows, Macintosh)
- Автодополнение

## Технология KParts
В KDE 2.x KWrite не использовал технологию KParts, которая разрешает включать одно приложение в другое. После KWrite был переписан с использованием этой технологии. К примеру, он разрешает пользователю выбрать Vim включённым в KWrite. Другие опции включают текстовый редактор, базирующийся на Qt (Qt Designer based text editor), и расширенное редактирование текста в KDE (KDE advanced text editor — KATE). Последний является стандартной опцией и используется текстовым редактором Kate.

## Размещение KWrite
KWrite — это часть пакета kdebase. Недавно он был объединён с Kate, и его исходный код находится в каталоге kate/.